# Jordan River
Pour les articles homonymes, voir River.
Jordan River est un réalisateur italien de cinéma et de télévision, né le 20 février 1976 à Corigliano-Rossano.

## Filmographie
- 2012 : Apollineum
- 2015 : Hollywood Italian Lifestyle
- 2017 : Le origini della cinematografia
- 2018 : Stonehenge, il tempio dei druidi
- 2018 : Caravaggio, la potenza della luce
- 2019 : Dance - The Audition
- 2020 : Artemisia Gentileschi, pittrice guerriera
- 2023 : Il monaco che vinse l'Apocalisse

## Prix
- Terra di Siena International Film Festival
  - 2018 : meilleur documentaire Caravaggio, la potenza della luce
- Prix Silver Screen Award Feature Competition
  - 2018 : Silver Screen Award Feature Competition al Nevada International Film Festival 2018 per Le origini della cinematografia
- Prix Golden Award Winner International Screen Awards
  - 2019 : Golden Award Winner International Screen Awards per Stonehenge - Il tempio dei druidi
- European Cinematography Awards
  - 2020 : Winner Cinematography Award 2020
- Best Feature Docudrama
  - 2020 : Best Feature Docudrama al Global Nonviolent Film Festival 2020 "Artemisia Gentileschi, pittrice guerriera"

## Publications
- (en) 3D stereoscopico. Guida professionale per cinema, Tv, new media, Milan, FAG Ediz, 2012.
- (en) Comunicare in 3D, Bruno Editore, 2014.